# Битка код Ниниве (612. п. н. е.)
Битка код Ниниве вођена је 612. године п. н. е. између Новоасирског царства и вавилонског краља Набополасара. Завршена је освајањем асирске престонице.

## Увод
Набополасар 626. п. н. е. диже устанак против асирске власти у Вавилонији. Пет година касније Асирци су отерани са тог подручја. Након победе у бици код Арапе, створио је услове за поход на саму Асирију. У томе су му се придружили Скити и Медијци. Године 615. п. н. е. безуспешно је напао Ниниву, али је следеће године освојио древну асирску престоницу Ашур.

## Битка
Две године касније Набополасар покреће нови поход на Ниниву. Савезници опседају асирску престоницу у мају 612. п. н. е., а опсада је завршена у јулу, највероватније јуришем на градске зидине. Том приликом је вероватно погинуо и краљ Синшаришкун. Вавилонски извори наводе да је пљачка града завршена 10. августа.
Нинива је била највећи град тадашњег света и престоница дотада највећег царства. Због тога је њен пад оставио снажан утисак на становнике тадашњег Блиског истока. Ипак, Асирска држава још увек није била сасвим уништена. Асирски велможа Ашур-Убалит прогласио се краљем са престоницом у Харану где је неколико година уживао египатску потпору.